# Новосьолов Дмитро Михайлович
Дмитро́ Миха́йлович Новосьо́лов — старший солдат Збройних сил України, 95-а окрема аеромобільна бригада.

## Нагороди
За особисту мужність і героїзм, виявлені у захисті державного суверенітету та територіальної цілісності України, вірність військовій присязі під час російсько-української війни нагороджений
- орденом «За мужність» III ступеня.